# H-IIA
L'H-IIA (o H-2A) è un lanciatore spaziale non riutilizzabile gestito da Mitsubishi Heavy Industries per la JAXA, ovvero l'agenzia spaziale giapponese.
È un lanciatore medio a due stadi, derivato dal precedente H-II e lanciato per la prima volta nel 2001. Gestito inizialmente dalla JAXA, la sua gestione è stata privatizzata nel 2007 e da allora è affidato alla Mitsubishi Heavy Industries.
È utilizzato per una vasta gamma di applicazioni, da satelliti in orbita terrestre bassa e orbita geostazionaria fino a missioni verso la Luna (SELENE) e altri pianeti (Akatsuki).
A febbraio 2019 il vettore ha effettuato 40 lanci, di cui uno solo concluso con un fallimento. Tutti i lanci sono avvenuti dal centro spaziale di Tanegashima.

## Varianti

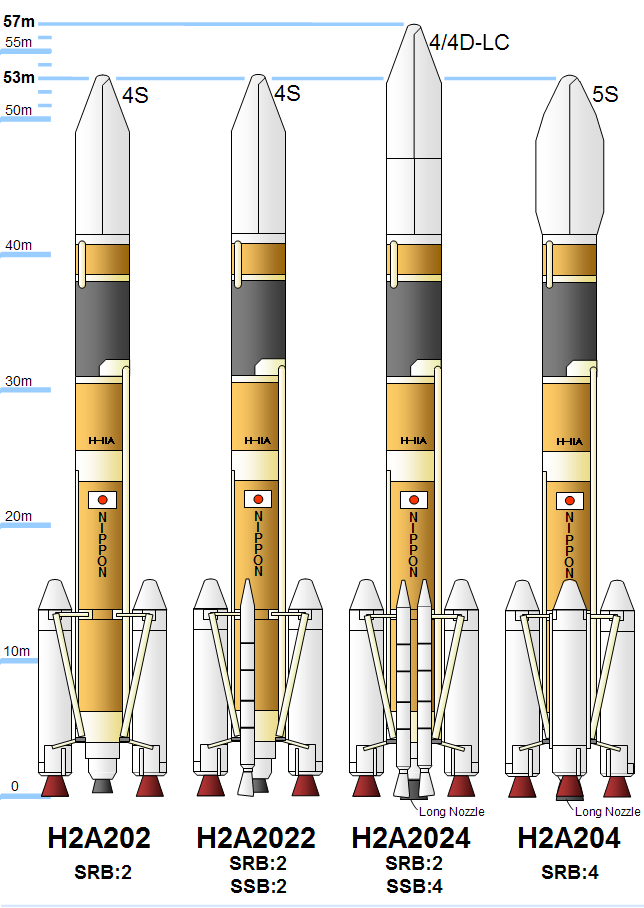
Le diverse varianti del lanciatore.

La possibilità di comporre i razzi ausiliari in diverse combinazioni per aumentare o diminuire la capacità del lanciatore secondo le esigenze fa sì che esistano molteplici varianti possibili del vettore.
In particolare possono essere installati 2 o 4 razzi ausiliari a propellente solido SRB-A prodotti da IHI Corporation e 2 o 4 razzi distaccabili a propellente solido Castor 4A-XL prodotti dalla statunitense Thiokol. Era stato inoltre avviato un progetto per integrare anche 2 razzi ausiliari a propellente liquido, tuttavia tale programma è stato poi cancellato.
La denominazione delle diverse varianti segue un sistema preciso in cui il prefisso "H2A", che identifica il lanciatore, è seguito da alcune cifre:
- la prima cifra indica il numero di stadi (in questo caso sempre 2);
- la seconda cifra indica il numero di razzi ausiliari a propellente liquido (sempre 0 in quanto questo progetto è stato cancellato);
- la terza cifra indica il numero di razzi ausiliari a propellente solido SRB-A;
- l'eventuale quarta cifra indica il numero di razzi ausiliari a propellente solido Castor 4A-XL.

| Denominazione       | Massa (t) | Carico in GTO (t) | Configurazione dei razzi ausiliari |
| ------------------- | --------- | ----------------- | ---------------------------------- |
| H2A 202             | 285       | 4,1               | 2 SRB-A                            |
| H2A 2022 (ritirato) | 316       | 4,5               | 2 SRB-A + 2 Castor 4A-XL           |
| H2A 2024 (ritirato) | 347       | 5                 | 2 SRB-A + 4 Castor 4A-XL           |
| H2A 204             | 445       | 6                 | 4 SRB-A                            |
| H2A 212 (annullato) | 403       | 7,5               | 2 SRB-A + 1 LRB                    |
| H2A 222 (annullato) | 520       | 9,5               | 2 SRB-A + 2 LRBs                   |